# 耶雷米亚·塔巴伊
耶雷米亚·塔巴伊（Ieremia Tienang Tabai，1949年12月16日—），基里巴斯前任总统兼外交部长。

## 生平
1979年，耶雷米亚·塔巴伊毕业于新西兰维多利亚大学商业管理系。1974年，当选基里巴斯议员。1978年，再度当选议员并成为吉尔伯特群岛自治政府首席部长，争取基里巴斯独立。次年（1979年）7月12日，基里巴斯正式独立，塔巴伊成为首任总统兼外交部长。1982年，塔巴伊再度当选总统，但同年议会解散，塔巴伊自动辞职。1983年，塔巴伊在新一届议会中再次当选总统，并于1987年连任。1991年7月，塔巴伊期满离任。1992年起，担任太平洋岛屿论坛秘书长，至1998年。
2012年和2016年，塔巴伊与阿诺特·汤的追求真理党合作，顺利当选诺诺乌蒂环礁议员。 